# Bogdan Vujnović
Bogdan Vujnović, hrvaški general, * 12. januar 1919, † ?.

## Življenjepis
Leta 1941 je vstopil v NOVJ in KPJ. Med vojno je bil politični komisar več enot.
Po vojni je bil načelnik Ozne v armadi, sodnik Vojaškega sodišča v Beogradu, pomočnik poveljnika korpusa,...